# Paul (Kornwalia)
Paul – wieś w Anglii, w Kornwalii. Leży 4 km na południe od miasta Penzance i 413 km na zachód od Londynu.